# Zapadni mande jezici
Zapadni nmande jezici, jedna od dviju grana jezične porodice mande koja se dalje grana na centralnu-jugozapadnu skupinu iz Gvineje, Liberije, Sijera Leone, Burkine Faso i Obale Slonovače i sjeverozapadnu iz Malija i Burkine Faso, s ukupno (53) jezika:
a. Centralni-jugozapadni (41) Obala Slonovače, Gvineja, Mali, Burkina Faso, Sijera Leone, Gana, Senegal: 
a1. Centralni (33): 
a. Manding-Jogo jezici (31):
a1. Jogo-Jeri jezici (4):
a. Jeri-Jalkuna jezici (1) Burkina Faso: jalkuna.
b. Jogo jezici (2) Gana, Obala Slonovače: ligbi, tonjon.
jeri kuo; Obala Slonovače.
a2. Manding-Vai jezici (27):
a. Manding-Mokole jezici (25): 
a1. Manding jezici (21) Burkina Faso, Mali, Senegal, Gvineja, Obala Slonovače: bamanankan, bolon, jahanka, jula, kagoro, koro, koyaga, mahou, mandinka, manya, maninka (3 jezika:  šumski, konyanka, sankaran), maninkakan (3 jezika: istočni, zapadni, kita), marka, sininkere, wojenaka, worodougou, xaasongaxango.
a2. Mokole jezici (4) Gvineja, Sijera Leone: kakabe, kuranko, lele, mixifore.
b. Vai-Kono jezici (2) Sijela Leone, Liberija: kono, vai.
b. Susu-Yalunka jezici (2) Gvineja: susu, yalunka
a2. Jugozapadni (8): 
a. Kpelle jezici (3) Gvineja, Liberija:  kono, kpelle (2 jezika: gvinejski i liberijski).
b. Mende-Loma jezici (5):
b1. Loma jezici (2) Liberija, Gvineja: loma, toma.
b2. Mende-Bandi jezici (3):
a. Bandi jezici (1) Liberija: bandi.
b. Mende-Loko jezici (2) Sijera Leone: loko, mende.
b. Sjeverozapadni (12) : 
b1. Samogo jezici (5) Mali, Burkina Faso: bankagooma, duungooma, dzùùngoo, jowulu, seeku.
b2. Soninke-Bobo (7): 
a. Bobo (2) Burkina Faso: 2 jezika: Konabéré i južni bobo madaré),
b. Soninke-Boso (5) Mali: boso (4 jezika: hainyaxo, jenaama, tièma cièwè, tiéyaxo), soninke

## Vanjske poveznice
- Ethnologue (14th)
- Ethnologue (15th)